# الرجل الراكض (فلم)
الرجل الراكض (بالإنجليزية: The Running Man) هو فيلم ديستوبيا وحركة تم إنتاجه في الولايات المتحدة وصدر سنة 1987 بطولة أرنولد شوارزنيجر، ريتشارد داوسون وماريا كونشيتا ألونسو.

## القصة
في مستقبل مظلم يسود في الظلم والتوحش والفقر.. يشارك الفقراء في ألعاب حتى الموت تعرض على شاشة التلفاز لتسلية الأغنياء.. ولعبة الرجل الراكض هي أخطرها؛ حيث يكون على المتسابق أن يظل على قيد الحياة لمدة أسبوع كامل بينما تطارده فرقة من الصيادين، والبوليس الرسمي للدولة، وأيضًا الجمهور العادي من المواطنين الذي قد يفوز أي منهم بمبلغ مالي ضخم إذا أبلغ عنه.. فإذا استطاع النجاة من كل هذا، يكون مستحقًا للفوز بمبلغ مليون دولار.

## الميزانية والإيرادات
حقق الفيلم أرباحاً تُقدر بـ 38.1 مليون دولار في داخل الولايات المتحدة بينما كلف 27 مليون دولار.

## وصلات خارجية
- مقالات تستعمل روابط فنية بلا صلة مع ويكي بيانات